# Шоккарагай (Айиртауський район)
Шоккарага́й (каз. Шоққарағай) — село у складі Айиртауського району Північноказахстанської області Казахстану. Входить до складу Сиримбетського сільського округу.
Населення — 111 осіб (2021; 225 у 2009, 320 у 1999, 366 у 1989).
Національний склад станом на 1989 рік:
- росіяни — 51 %
- казахи — 36 %.